# 中山マサ
中山 マサ（なかやま まさ、1891年1月19日 - 1976年10月11日）は、日本の政治家。
日本初の女性閣僚（厚生大臣）。衆議院議員などを歴任。中山太郎（元衆議院議員）は長男、中山正暉（元衆議院議員）は四男。中山讓治（実業家）と中山泰秀（元衆議院議員）は孫。

## 来歴・人物

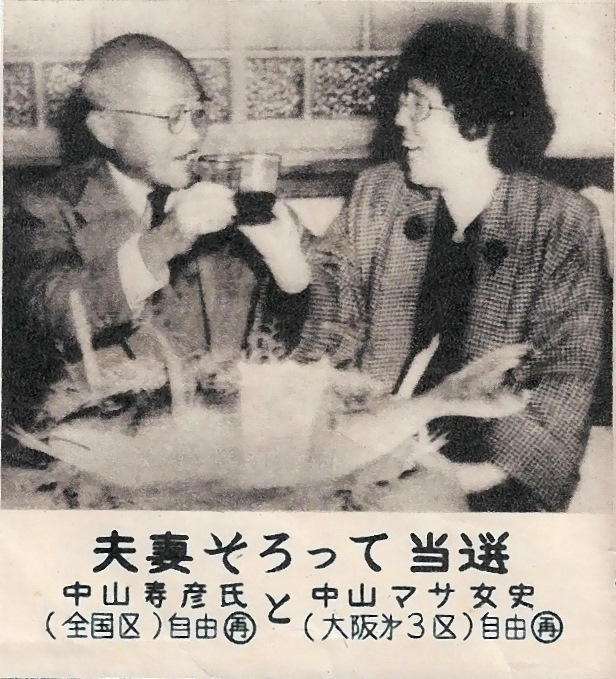
1953年4月に行われた第26回衆議院議員総選挙と第3回参議院議員通常選挙での互いの当選を祝う中山夫妻

長崎県長崎市にアメリカ人の父ロドニー・H・パワーズ（Rodney H. Powers）と日本人の母、飯田ナカの一人娘として生まれた。
地元の活水高等女学校を卒業して、1911年にアメリカに渡り、アルバイトをしながら米国オハイオ州のオハイオ・ウェスリアン大学を卒業。帰国後は活水女子英語専門学校、長崎市立高等女学校の教師を務める。また弁護士の中山福蔵（戦前は立憲民政党所属の代議士、戦後参議院議員となる）と結婚。
戦後の1947年、第23回衆議院議員総選挙に旧大阪2区より立候補し当選（当選同期に田中角栄・鈴木善幸・中曽根康弘・増田甲子七・倉石忠雄・荒木万寿夫・松野頼三・石田博英・園田直・原田憲・櫻内義雄・根本龍太郎・中村寅太など）。以後当選8回。民主党に入党し、民主党では幣原喜重郎派に所属し、後に幣原に従い民主自由党に移る。保守合同後は大野伴睦→船田中派に所属した。1953年、第5次吉田内閣で厚生政務次官。
1960年、日本初の女性閣僚として、第1次池田内閣で厚生大臣として入閣する（中山の入閣を進言したのは後の内閣総理大臣・大平正芳）。在任期間は5ヶ月と短かったが、母子家庭への児童扶助手当支給を実現した。1969年四男・正暉に地盤を譲り引退。
1976年10月11日死去。